# Eysenhardtia schizocalyx
Eysenhardtia schizocalyx là một loài thực vật có hoa trong họ Đậu. Loài này được Pennell miêu tả khoa học đầu tiên.